# Björn Schröder
Björn Schröder (Berlín, 27 d'octubre de 1980) és un ciclista alemany, professional del 2004 al 2013.

## Palmarès
- 2002
  - 1r al Gran Premi de Buchholz
- 2003
  - Vencedor de 2 etapes del Circuit des Mines
- 2004
  - Vencedor d'una etapa de la Volta a Saxònia
- 2005
  - Vencedor d'una etapa de la Volta a Saxònia
- 2006
  - Vencedor d'una etapa de la Volta a Baviera
- 2008
  - 1r a la Rothaus Regio-Tour
  - 1r al Gran Premi de Buchholz
- 2011
  - 1r al Gran Premi de Sotxi

### Resultats al Giro d'Itàlia
- 2009. 140è de la classificació general

### Resultats al Tour de França
- 2006. 81è de la classificació general
- 2008. 100è de la classificació general

### Resultats a la Volta a Espanya
- 2009. Abandona
- 2010. 107è de la classificació general